# Eupilaria guttulifera
Eupilaria guttulifera är en tvåvingeart som beskrevs av Alexander 1949. Eupilaria guttulifera ingår i släktet Eupilaria och familjen småharkrankar. Inga underarter finns listade i Catalogue of Life.